# NIDA
NIDA is een Nederlandse lobbygroep met een islamitische grondslag. Van 2013 tot 2022 was NIDA een politieke partij. 'NIDA' is een begrip uit de Koran en betekent 'oproep' en 'stem'. De partij was vertegenwoordigd in de gemeenteraden van Amsterdam, Den Haag, Rotterdam en Almere. In oktober 2021 maakte NIDA bekend niet mee te doen aan de gemeenteraadsverkiezingen van 2022 en door te gaan als lobbygroep.

## Geschiedenis
NIDA is opgericht in 2013 in Rotterdam. Sinds de oprichting staat de partij onder leiding van Nourdin El Ouali, oud-raadslid voor GroenLinks.
In juni 2014 organiseerde NIDA Rotterdam samen met de Rotterdamse afdelingen van de SP en GroenLinks en Youth For Palestine een demonstratie tegen de Israëlische aanvallen op Palestijnen in de Gazastrook en voor erkenning van de staat Palestina. Er waren minstens 10.000 demonstranten, die onder meer over de Erasmusbrug en de Willemsbrug liepen.
Een jaar later, in november 2015, organiseerde NIDA een grote manifestatie onder de naam 'Eenheid in Diversiteit tegen Terreur', waar onder andere de minister en de burgemeester aan deelnamen.
Partijleider El Ouali werd in 2015 door journalisten van het AD, NRC, Metro en RTV Rijnmond verkozen tot Rotterdams politicus van het jaar. In maart 2018 stond El Ouali wederom in de finale voor het beste raadslid van Nederland. Ondanks dat hij de meeste stemmen kreeg, werd hij niet uitgeroepen tot beste raadslid.
In augustus 2019 introduceerde NIDA het nikabfonds, in protest tegen het verbod op gezichtsbedekkende kleding (ook wel 'boerkaverbod'). Mensen die boetes ontvingen door het nieuwe verbod konden bij het fonds aankloppen voor het betalen van de boetes.
In oktober 2019 sloot de fractie-Buyatui (voorheen PvdA raadslid) in Almere zich aan bij NIDA. Op 12 maart 2021 stapte de fractievoorzitter van DENK in Amsterdam, Mourad Taimounti, over naar NIDA.
Op 3 oktober 2021 heeft de algemene ledenvergadering van NIDA besloten niet deel te nemen aan de gemeenteraadsverkiezingen in 2022. De partij had geconcludeerd dat haar status als (lokale) politieke partij het behalen van haar hogere doelen in de weg staat. De partij gaat zich de komende tijd heroriënteren als actie-, lobby- en netwerkvereniging.

## Standpunten
NIDA pleitte voor het opnieuw invoering van het verbod op godslastering, nationale erkenning van religieuze feestdagen en religieuze huwelijken, en acceptatie van religieuze symbolen bij geüniformeerde ambtenaren. De partij wilde meer aandacht voor diversiteit met name bij politie en justitie, in de zorg, de arbeidsmarkt, in het onderwijs, het cultuurbeleid en het openbaar bestuur. Met het islamitisch principe van zakat pleitte NIDA voor een drastische verschuiving van inkomstenbelasting naar vermogensbelasting. NIDA wilde het minimumloon en de AOW verhogen en experimenteren met een basisinkomen. De religieuze achtergrond was ook zichtbaar bij medisch-ethische kwesties; zo wees NIDA abortus van levensvatbare ongeboren kinderen af. 

## Verkiezingen

### Gemeenteraadsverkiezingen 2014
De eerste electorale test voor de partij was in Rotterdam in 2014. De partij behaalde onder leiding van Nourdin El Ouali 10.322 stemmen (4,8%) en twee zetels in de Rotterdamse gemeenteraad. Daarnaast won de partij in totaal zes zetels in de gebiedscommissies van Charlois, Delfshaven, Feijenoord en Noord.

### Gemeenteraadsverkiezingen 2018
Bij de gemeenteraadsverkiezingen van 2018 deed NIDA mee in Rotterdam en Den Haag. NIDA haalde in Rotterdam 12.389 stemmen (5,4%) en behield haar twee zetels en kwam slechts 178 stemmen te kort voor een derde zetel. NIDA groeide daarnaast in de gebiedscommissies van 6 naar 16 vertegenwoordigers.
In Den Haag won de partij 4.481 stemmen (2,3%), genoeg voor één zetel.

### Provinciale Statenverkiezingen 2019
Bij de Provinciale Statenverkiezingen van 2019 deed NIDA mee in de provincies Noord-Holland en Zuid-Holland. In beide provincies werden geen zetels behaald. In Zuid-Holland werden 6.732 stemmen gehaald (0,46%) en in Noord-Holland 4.615 stemmen (0,4%). De deelname diende volgens politiek leider El Ouali vooral als een testcase.

### Tweede Kamerverkiezingen 2021
Op 5 juli 2020 kondigde politiek leider Nourdin El Ouali aan dat NIDA meedoet met de Tweede Kamerverkiezingen van 2021. El Ouali werd op 22 november 2020 gekozen als lijsttrekker. NIDA behaalde 33.029 stemmen (0,3%), onvoldoende voor een zetel. Het beste resultaat boekte NIDA in Rotterdam (5.524 stemmen, 1,8%)

## Kritiek
NIDA kreeg de kritiek dat het alleen de belangen van personen met een islamitisch achtergrond behartigt en mensen met andere meningen de mond wil snoeren.
NIDA vormde in februari 2018 met PvdA, GroenLinks en SP samen het Links Verbond in Rotterdam. Het Links Verbond werd in maart 2018 echter verbroken nadat er een tweet van NIDA uit 2014 opdook, waarin de partij een vergelijking maakte tussen Israël en ISIS. De andere partijen uit het verbond namen daarom afstand van het verbond. NIDA zag geen reden om afstand te nemen van de tweet en beriep zich op de vrijheid van meningsuiting.
De achtergrond van El Ouali wordt vaak bekritiseerd. Zo werd hij in verband gebracht met de Moslimbroederschap en nam hij deel aan diverse bijeenkomsten en acties waar onder andere Hamas-activist Zaher Birawi en omstreden activist Dyab Abou Jahjah belangrijke sprekers waren.
In februari van 2018 kwam naar buiten dat NIDA gesteund wordt door de Europese Turkse Democraten (UETD). Een van de NIDA-leden, Ahmet Yildrim, was in het verleden bestuursvoorzitter van deze organisatie. Eerder die maand waren twee kandidaat-raadsleden aanwezig bij een UETD-bijeenkomst. NIDA-voorman El Ouali ontkende eerder dat de partij banden heeft met UETD.